# Incidente ferroviario di Crotone
L'incidente ferroviario di Crotone fu uno scontro di treni avvenuto il 16 novembre 1989, sulla ferrovia Jonica.

## Dinamica dei fatti
Il 16 novembre del 1989, alle ore 13:20, il treno locale, composto di due automotrici 668.3000, proveniente da Cariati si scontrò, dopo essere indebitamente partito dalla stazione di Crotone, in prossimità del passaggio a livello posto al km 237+322, con il treno proveniente da Catanzaro. L'urto fu violentissimo in quanto entrambi i treni viaggiavano a velocità prossime ai 100 km/h. Le automotrici in seguito all'impatto si rovesciarono nella scarpata laterale, mentre il locomotore Diesel si sfasciò, soprattutto nella parte anteriore.
I vigili del fuoco accorsero da Crotone e da Catanzaro e lavorarono per ore tra le lamiere per estrarre i corpi delle vittime. Dalla cabina del locomotore venne estratto morto uno dei due macchinisti. 
Dai vicini stabilimenti Montedison giunse sul posto un'autogrù. Squadre di operai delle ferrovie operarono tutta la notte alla luce delle fotoelettriche per liberare la linea dai rottami dei rotabili coinvolti.

## I treni coinvolti
- Treno locale n. 8437, Cariati-Catanzaro Lido[6], composto di una coppia di automotrici 668 gruppo 3000 accoppiate a comando multiplo[4].
- Treno locale n. 12706/12599, Reggio Calabria-Taranto[7], composto di locomotiva Diesel D.445[4] e 4 carrozze viaggiatori.

## L'inchiesta
Nello stesso giorno furono avviate le inchieste per accertare cause e responsabilità dell'incidente: quella della magistratura, avviata dal procuratore della Repubblica di Crotone e quella delle Ferrovie dello Stato allo scopo di accertare il motivo per cui il treno proveniente da Cariati fosse partito dalla stazione di Crotone prima che fosse giunto il treno incrociante, proveniente da Catanzaro e il macchinista avesse ricevuto fisicamente, mediante la paletta regolamentare, l'ordine di partenza del capostazione. Il macchinista era già in possesso del modulo di autorizzazione alla partenza M40/DCO che, non essendo funzionante l'apparato centrale elettrico, era stato emesso da parte della stazione su ordine del DCO di Sibari; il modulo venne sequestrato dalla magistratura inquirente quale prova.
L'emissione del modulo era avvenuta in quanto gli apparati elettrici erano fuori uso da tre giorni dopo che un escavatore aveva tranciato accidentalmente i cavi posti a fianco dei binari mettendo fuori uso tutto il sistema. A causa di tale guasto i treni venivano inoltrati in regime di circolazione degradato, con dispacci telefonici tra le stazioni e trascrizione su appositi moduli cartacei (M40 DCO) consegnati al personale dei treni. Data la procedura di emergenza era necessario che l'ordine di partenza a ciascun treno venisse confermato fisicamente dai rispettivi dirigenti di movimento delle stazioni interessate.
Per ricostruire la dinamica dell'incidente la procura analizzò anche le registrazioni delle conversazioni tra centro operativo di Sibari e le stazioni di Crotone e Isola Capo Rizzuto. L'attenzione si appuntò anche sul capotreno del treno di automotrici, deceduto nell'impatto, che avrebbe dato il via verbalmente al macchinista senza attendere l'ordine del capostazione; il treno Cariati-Catanzaro lido, fermo in stazione a Crotone, avrebbe dovuto attendere però il via libera direttamente dal capostazione e non dal capotreno, prima di lasciare la stazione, essendo guasto il blocco conta-assi. Non era sufficiente il solo possesso del modulo autorizzatorio M40/DCO; era necessario che il capostazione, con berretto e paletta, desse materialmente il via libera, dopo l'arrivo del treno incrociante in ritardo.

## Le vittime
Nello scontro persero la vita 12 persone tra viaggiatori e personale delle ferrovie: Carmelina Pistoia, Delia Sozzi, Antonella Serventi, Rosanna Perri, Rita Angela Geracitano, Loredana Gentile, Emma Gagliardi, Franca Cefalà, Mirella Cavalli, Antonio Sorrenti, Angelo Giuffrè, Salvatore Bruno; il 16 novembre 2016 una targa venne posta a memoria nella piazza antistante la stazione di Crotone.